# Di che segno sei?
Di che segno sei? è un film commedia a episodi, del 1975, diretto da Sergio Corbucci. Con Alberto Sordi, Mariangela Melato, Paolo Villaggio, Renato Pozzetto e Adriano Celentano.

## Trama
I quattro episodi non sono collegati fra loro da un'unica trama, bensì dall'intento di mostrare come la varietà umana, dipinta nello spaccato di quattro vite quotidiane, possa essere ricondotta all'unità dall'appartenenza a uno dei quattro gruppi nei quali sono classificati i segni zodiacali: Acqua, Aria, Terra e Fuoco.

### Primo episodio: Acqua
Dante Bompazzi è un pilota di porto di Genova che, a causa di un errore del suo medico, crede che diventerà donna in breve tempo. Inizialmente disperato tenta il suicidio, poi comincia a riflettere con calma e prova a immaginarsi una nuova vita valutando i vantaggi del diventare donna. Quando finalmente si convince che questa trasformazione è vantaggiosa e ne è entusiasta, avrà un secondo trauma scoprendo che i suoi esami sono stati confusi con quelli di sua moglie, Maria.

### Secondo episodio: Aria

Mariangela Melato e Adriano Celentano

Claquette è una seducente romagnola che vuol vincere una gara di ballo organizzata alla Caveja d'oro di Ravenna, dove è in palio un milione di lire. Con quei soldi vorrebbe aprire una attività in proprio. Per questo si allena con Lorenzo, suo partner di ballo. A causa di un incidente, Lorenzo si frattura un piede e quindi Claquette deve mettersi alla ricerca di un sostituto. Consigliata dagli amici, trova in Alfredo, detto Fred Astaire, un degno partner. Attualmente ridotto a fare da assistente alla moglie, una corpulenta lottatrice, inizialmente rifiuta di tornare in pista con Claquette, ma poi accetta. Insieme, dopo tanti balli, riescono a vincere la gara. Purtroppo, Alfredo per parteciparvi ha messo ko la moglie con una grossa padella e per questo, alla fine della gara, verrà arrestato.

### Terzo episodio: Terra
Basilio è un povero muratore lombardo che vorrebbe smettere di fare il pendolare. Se avesse la disponibilità di una grossa somma di denaro (cinque milioni di lire), potrebbe prendere in gestione una tabaccheria. Al cantiere arriva il conte Bronzi Ballarin con l'amante, Cristina, per controllare lo stato dei lavori dell'appartamento in costruzione al quale Basilio sta lavorando. La ricca coppia lo tratta con superbia, umiliandolo. Durante il viaggio di ritorno, Basilio dimentica di scendere dal treno alla stazione del suo paese e deve passare la notte nel rottame di un'automobile, in un distributore di benzina. Cristina e Bronzi Ballarin passano di lì per caso in automobile; lei è furibonda perché non può fumare, a causa della mancanza di moneta spicciola. Leonardo chiede a Basilio di prestargli 200 lire, ma lui rifiuta. Dopo una trattativa, Leonardo arriva a offrirgli anche i cinque milioni necessari per il rilievo della tabaccheria, ma inutilmente. Il conte lascia Cristina con Basilio e va a cercare le sigarette. Basilio la fa accomodare nell'auto in rottami e Cristina, pur di condividere con lui una sigaretta, non esita a concedersi sessualmente. Dopo alcune ore ritorna Leonardo con una stecca di sigarette per Cristina e insieme se ne vanno via. Basilio è sconfortato per aver perso i soldi che gli erano stati offerti, però allo stesso tempo è contento di aver avuto un rapporto sessuale con la donna di un imprenditore apparsa su Novella 2000.

### Quarto episodio: Fuoco
Il Commendator Ubaldo Bravetta di Milano è un imprenditore che, intimorito dai molti rapimenti che coinvolgono personalità di spicco come la sua, decide di assumere Nando Moriconi come guardia del corpo personale. Nando, ovvero Gorilla K2, anche se millanta preparazione, professionalità, coraggio e conoscenza della lingua inglese, non si dimostra per niente all'altezza dell'incarico. Priva di ogni riservatezza l'imprenditore, malmena continuamente lui e i suoi collaboratori, rende pubblica la sua relazione extraconiugale facendolo separare dalla moglie e la fa da padrone sia a casa che in ufficio. Quando arrivano i "birbaccioni" a rapire il commendatore, Nando non muove un dito per impedirlo e lo consegna senza scrupoli. L'ingegnere confida ai rapitori: «è vero che voi mi leverete qualche miliardino, ma almeno mi avete salvato da quello lì!».

## Cast

### Esordi
Nell'episodio di Paolo Villaggio, che narra il suo episodio alla maniera di Fantozzi, c'è l'apparizione di una giovanissima Carmen Russo, mentre nell'episodio Aria esordisce Lilli Carati, accreditata come Ileana Carati.

## Riprese
- L'episodio Acqua è stato girato quasi interamente a Genova, tranne alcune scene girate a Roma.
- La balera di Aria è attualmente conosciuta come "Sala Vecchia Ravenna", a Porto Fuori Ravenna.
- Il paese dove abitano Pozzetto e Boldi è Gemonio. Durante le due scene in treno, appare due volte il ponte di ferro sul fiume Ticino tra Castelletto Sopra Ticino (Piemonte) e Sesto Calende (Lombardia). In realtà la linea ferroviaria che transita sul ponte è la Milano-Domodossola e non c'è alcuna relazione diretta con la stazione di partenza (Gemonio è infatti collegata dalla linea Saronno-Laveno): inoltre nel viaggio di andata il treno lascia la Lombardia verso il Piemonte (allontanandosi da Milano, contrariamente a quanto rappresentato nel film), viceversa in quello di ritorno.[senza fonte]
- Nonostante si svolga a Milano, la villa dell'industriale 'protetto' da Sordi nell'ultimo episodio è la grande villa dell'Olgiata a Roma già vista in C'eravamo tanto amati, Troppo rischio per un uomo solo e, sia prima che dopo, in altre decine di film.

## Colonna sonora
La canzone principale del film, che apre poi tutti gli episodi, dal titolo L'oro scopro con te, è scritta e diretta da Lelio Luttazzi, interpretata da Giusy Greco.
La musica di apertura dell'episodio con Alberto Sordi è la canzone goliardica Ma 'ndo Hawaii, testo di Alberto Sordi, leitmotiv degli spettacoli nel film Polvere di stelle, del 1973, con Alberto Sordi e Monica Vitti.

## La critica
«Il ritorno di Sordi nel ruolo di Nando Moriconi, dopo venti anni, ha qualcosa di crepuscolare ed estremamente malinconico. L'eroe casuale ed esplosivo di Un giorno in pretura, il protagonista mal sceneggiato, ma mitico di Un americano a Roma fa capolino qui, con l'aria di D'Artagnan che sale faticosamente in sella e se ne va a visitare i vecchi compagni, senza più speranze e con la sensazione di dover affrontare da un momento all'altro un attacco di lombaggine...» Claudio G. Fava, 1979.